# Blonville-sur-Mer
Blonville-sur-Mer is een gemeente in het Franse departement Calvados (regio Normandië). De plaats maakt deel uit van het arrondissement Lisieux. Blonville-sur-Mer telde op 1 januari 2022 1.585 inwoners. In de gemeente ligt de spoorweghalte Blonville-sur-Mer-Benerville.

## Geografie
De oppervlakte van Blonville-sur-Mer bedroeg op 1 januari 2022 6,8 vierkante kilometer; de bevolkingsdichtheid was toen 233,1 inwoners per km².
De onderstaande kaart toont de ligging van Blonville-sur-Mer met de belangrijkste infrastructuur en aangrenzende gemeenten.

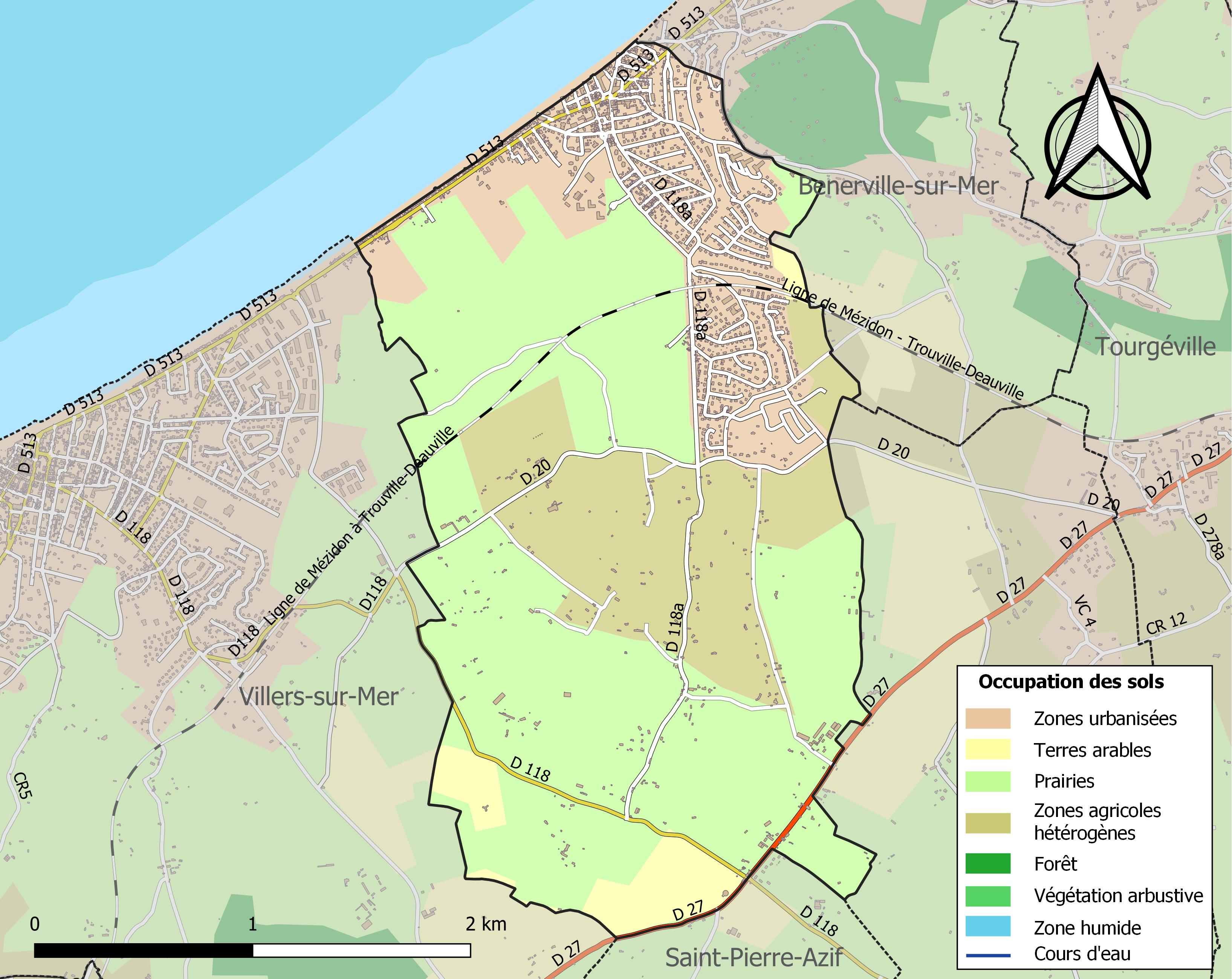

## Demografie
Onderstaande figuur toont het verloop van het inwonertal (bron: INSEE-tellingen).

Vanwege een beveiligingsprobleem met de MediaWiki Graph-software is het momenteel niet mogelijk deze grafiek weer te geven. Zodra de software is bijgewerkt zal de grafiek vanzelf weer zichtbaar worden.